# Allograpta longulus
Allograpta longulus är en tvåvingeart som först beskrevs av Tokuichi Shiraki 1963.  Allograpta longulus ingår i släktet Allograpta och familjen blomflugor.
Artens utbredningsområde är Guam. Inga underarter finns listade i Catalogue of Life.